# Fábio da Silva Prado
Fábio da Silva Prado (São Paulo, 25 de junho de 1887 — São Paulo, 3 de março de 1963) foi um político e engenheiro brasileiro, prefeito do município de São Paulo entre 7 de setembro de 1934 e 31 de janeiro de 1938.

## Biografia
Nascido em São Paulo, Fábio Prado é filho de Martinho da Silva Prado Júnior e Albertina Pinto Prado. Tendo feito a escola preparatória com professores particulares, Fábio foi estudar na Bélgica, na Escola Politécnica de Liège, formando-se engenheiro industrial. Em 1914 casou-se com Renata Crespi, filha de Rodolfo Crespi, proprietário da maior fábrica de tecelagem da capital paulista, o Cotonifício Crespi. A família de Prado fez oposição ao casamento uma vez que era esperado um casamento entre famílias tradicionais do café, parentes entre si.
Presidiu a diretoria da Federação das Indústrias do Estado de São Paulo (FIESP) e o Banco Mercantil de São Paulo. Faleceu em São Paulo no dia 3 de março de 1963.
É sobrinho de Antônio Prado, o primeiro prefeito da cidade de São Paulo na era republicana, e tio do historiador e geógrafo brasileiro Caio Prado Júnior.

## Carreira política
Fábio Prado deu início à vida política quando foi eleito vereador à Câmara Municipal de São Paulo. Em 1934, foi eleito o décimo nono prefeito da cidade de São Paulo. Seu mandato foi o primeiro após um extenso período de instabilidade gerado pela Revolução de 1930 e a Revolução Constitucionalista de 1932. Em 1934, Fábio já contava com uma maior segurança de governabilidade, favorecendo feitos urbanísticos, sociais e culturais.
Adotando um plano de urbanização criado por Prestes Maia (seu sucessor), Prado iniciou a construção do Estádio do Pacaembu, localizado na Zona Oeste da capital, da avenida Nove de Julho e do Parque Ibirapuera, fez reformas no Viaduto do Chá, na região central, e concluiu os túneis localizados na Avenida Paulista. Como parte de seus feitos arquitetônicos, construiu parques infantis como uma forma de ampliar o lazer na cidade, em bairros como Santo Amaro, Ipiranga, Lapa e centro.
No âmbito cultural, trouxe benefícios à cidade quando aproximou-se de artistas e intelectuais que realizaram a Semana de Arte Moderna de 1922. Em 1935, criou o Departamento de Cultura da cidade - que futuramente viraria a Secretaria de Cultura. Baseando-se nas tendências da esfera federal, chamou Paulo Duarte para a apresentação do projeto do Departamento de Cultura. A proposta já estava sendo pensada por um grupo de intelectuais formado por Paulo, Mário de Andrade, Tácito de Almeida, Sérgio Millet e Randolfo Homem de Melo. O grupo de amigos reunia-se frequentemente para discutir o patrimônio histórico brasileiro, a identidade nacional e cultura. O escritor Mário de Andrade foi convidado para comandar a pasta.
Em uma homenagem póstuma ao prefeito, em 1963, Antônio Cândido disse: "Graças à sua compreensão, homens tidos como iconoclastas, homens que na véspera escandalizavam por terem uma inteligência afinada com o ritmo do tempo, foram chamados a renovar a cultura desta cidade". Em 1934, reuniu os livros da Biblioteca Estadual e da Biblioteca Municipal de São Paulo, construindo um prédio próprio que abrigasse o acervo. Atualmente, o prédio é conhecido como a Biblioteca Mário de Andrade, localizada no centro de São Paulo. “Na gestão do prefeito Fábio Prado a socialização da cultura constituiu preocupação constante, consequência direta da entrada na administração municipal de um grupo de intelectuais liderados por Mário de Andrade”, escreve a professora Maria Ruth Amaral de Sampaio.
Junto a Sérgio Milliet, fez com que o serviço de estatísticas municipais voltasse a funcionar e pôde patrocinar a publicação de uma ampla documentação do Arquivo Municipal. Milliet foi o intermediário, a ponte entre a geração modernista e os artistas das décadas de 1930 e 1940, cujas interações originaram os salões modernos e serviram de base para as novas instituições de arte das próximas décadas. Ao abrir novas avenidas e vias, foi responsável por preparar as vias urbanas para a transição do transporte feito sobre trilhos para as vias de ônibus e carros. Em 1937, Getúlio Vargas deu o Golpe do Estado Novo (1937-1945), dando fim à eleição presidencial e anunciando o fechamento do Congresso Nacional. Um ano após o golpe, Fábio Prado deixou o cargo de prefeito, dando lugar a Paulo Barbosa Campos. Após sua saída, nunca mais ingressou novamente na política, dedicando-se integralmente aos negócios da família e à atividades voltadas ao interesse público.

## Museu da Casa Brasileira

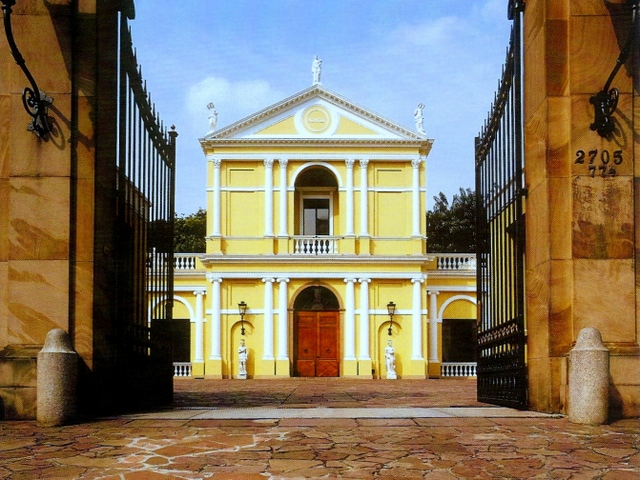
Museu da Casa Brasileira

O casal tinha um grande interesse por questões culturais e sociais. Em meados dos anos 1940, Fábio e Renata contrataram o arquiteto Wladimir Alves de Souza para construir um casarão na antiga rua Iguatemi, atual avenida Brigadeiro Faria Lima. O Solar neoclássico foi um projeto arquitetônico construído fazendo referência às linhas do Palácio Imperial de Petrópolis (RJ). A construção ocorreu no momento em que a elite paulistana deixou o centro para ocupar os arredores do rio Pinheiros.
A mansão, localizada no Jardim Europa, foi decorada com peças do escultor brasileiro Victor Brecheret, do pintor Di Cavalcanti e Candido Portinari. Sempre rodeada por políticos, intelectuais e artistas, a residência de 8 000 m² abrigou o casal por mais de 18 anos, quando Fábio faleceu.
Após sua morte, Renata doou o imóvel para a Fundação Padre Anchieta em 1968. A Fundação, por sua vez, concedeu o Solar à Secretaria de Cultura do Estado de São Paulo. Atualmente, o museu é o único especializado em design e arquitetura, sendo uma referência nacional e internacional em ambos os temas. Em sua programação, o MCB promove exposições temporárias e debates que discutem temas como arquitetura, urbanismo e mobilidade urbana.

## Homenagens
Após falecer, Fábio foi homenageado tendo uma avenida com seu nome no município de São Paulo, no Distrito de Vila Mariana. Também em São Paulo, no distrito da Mooca, a escola EMEF Fábio da Silva Prado foi condecorada com o nome do ex-prefeito.